# Hans-Christoph Schröder
Hans-Christoph Schröder (* 17. Juli 1933 in Rathenow bei Berlin; † 8. Februar 2019 in Darmstadt) war ein deutscher Historiker.

## Leben
Schröder wurde 1966 bei Theodor Schieder mit einer Arbeit über die Auseinandersetzung der SPD mit dem Imperialismusproblem vor dem Ersten Weltkrieg promoviert. Danach war er Mitarbeiter beim Max-Planck-Institut für Geschichte in Göttingen. 1973 wurde er als Nachfolger Helmut Böhmes, des Präsidenten der TH Darmstadt, zum Professor für Neuere Geschichte an die Technische Hochschule Darmstadt berufen. 1995 kehrte Böhme auf die Professur für Neuere Geschichte zurück, die damit bis zur Emeritierung Schröders im Jahre 1998 doppelt besetzt war.
Schröder forschte zur Geschichte Englands und der USA, zum politischen Radikalismus, westeuropäischen Revolutionen, Imperialismus und zur deutschen Arbeiterbewegung. Er war Experte für die britische Verfassungsgeschichte und legte maßgebliche Publikationen zum Puritanismus, den englischen und amerikanischen Revolutionen der frühen Neuzeit sowie eine mehrfach wiederaufgelegte „Englische Geschichte“ vor. Sein ausgeprägtes Interesse für Literatur schlug sich unter anderem in einer politischen Biographie George Orwells nieder.

## Veröffentlichungen
- Sozialismus und Imperialismus. Die Auseinandersetzung der deutschen Sozialdemokratie mit dem Imperialismusproblem und der „Weltpolitik“ vor 1914 (= Schriftenreihe des Forschungsinstituts der Friedrich-Ebert-Stiftung. 62, ZDB-ID 504093-0). Teil 1. Verlag für Literatur und Zeitgeschehen, Hannover 1968, (Zugleich: Köln, Universität, Dissertation, 1966; 2., durchgesehene und geringfügig veränderte Auflage. Verlag Neue Gesellschaft, Bonn-Bad Godesberg 1975, ISBN 3-87831-112-5).
- Sozialistische Imperialismusdeutung. Studien zu ihrer Geschichte (= Kleine Vandenhoeck-Reihe. 375). Vandenhoeck & Ruprecht, Göttingen 1973, ISBN 3-525-33335-8.
- Imperialismus und antidemokratisches Denken. Alfred Milners Kritik am politischen System Englands (= Institut für Europäische Geschichte Mainz. Vorträge. 68). Steiner, Wiesbaden 1978, ISBN 3-515-02760-2.
- Gustav Noske und die Kolonialpolitik des Deutschen Kaiserreichs (= Internationale Bibliothek. 117). Dietz, Berlin u. a. 1979, ISBN 3-8012-1117-7.
- Die amerikanische Revolution. Eine Einführung. Beck, München 1982, ISBN 3-406-08603-9.
- Die Revolutionen Englands im 17. Jahrhundert (= edition suhrkamp. 1279 = NF Bd. 279). Suhrkamp, Frankfurt am Main 1986, ISBN 3-518-11279-1.
- George Orwell. Eine intellektuelle Biographie. Beck, München 1988, ISBN 3-406-33361-3.
- Englische Geschichte (= Beck’sche Reihe. 2016 C. H. Beck Wissen). Beck, München 1995, ISBN 3-406-39699-2 (Zahlreiche Auflagen, zuletzt 7. Auflage 2017).

## Herausgeberschaft
- mit Hans-Dieter Metzger: Aspekte der Französischen Revolution (= THD-Schriftenreihe Wissenschaft und Technik. 55). Ringvorlesung veranstaltet vom Institut für Geschichte am Fachbereich 2 der Technischen Hochschule Darmstadt. Technische Hochschule, Darmstadt 1992, ISBN 3-88607-079-4.